# Tunnel Connaught
Le tunnel Connaught (anglais : Connaught  Tunnel) est un tunnel ferroviaire située dans la chaîne Selkirk, en Colombie-Britannique. Long de 8 km, il a été construit dans le but d'éviter le col Rogers sujet à de fréquentes avalanches. Il a été inauguré le 9 décembre 1916. Construit à l'origine avec deux voies, elles furent réduites à une seule en 1958. En 1988, à la suite de la construction du tunnel du mont Macdonald, il fut réservé exclusivement aux trains provenant de l'ouest.

## Histoire
Le tunnel a été nommé d'après le prince Arthur du Royaume-Uni, duc de Connaught et de Strathearn, gouverneur général du Canada de 1911 à 1916.